# Simulationnisme
Le simulationnisme est un mouvement artistique né aux États-Unis au milieu des années 1980.
Il consiste à produire des « reproductions de reproductions » ou employer des objets manufacturés.
Les plus célèbres représentants du simulationnisme sont autant des sculpteurs que des peintres : Haim Steinbach, Peter Halley, Ashley Bickerton, Allan McCollum, ou encore Jeff Koons.
Les simulationnistes estiment à travers leur art que le réel est saturé de signes et de représentations qui encombrent le réel au lieu de le dévoiler. Ils s'inspirent de leur lecture de Simulacres et Simulation de Jean Baudrillard. L'art devient alors un instrument de la critique au moment où l'art est un support d'illusions.

## Autre signification
- Jeu de rôle simulationniste